# Uzzà
Uzzà (o Uzza o Uzzah; fl. X secolo a.C.) è un personaggio biblico.

## Biografia
La Bibbia narra la vicenda che lo riguarda in 2 Samuele 6,1-8 e 1 Cronache 13,7-11: mentre il re Davide stava facendo trasportare l'arca dell'Alleanza, Uzzà la toccò con una mano e, nonostante l'avesse fatto per evitare che si rovesciasse fuori dal carro, l'ira divina lo colpì uccidendolo all'istante, così quel luogo fu chiamato Perez-Uzzà, che significa "la breccia di Uzzà", ovvero: Dio ha fatto breccia (si è scagliato) contro Uzzà.